# Kong Salomons Nøgle (Clavicula Salomonis)
|  | Sammenskrivningsforslag Artiklerne Salomons Nøgle, Kong Salomons Nøgle (Clavicula Salomonis) er foreslået sammenskrevet. (Siden august 2013) Diskutér forslaget |

Kong Salomons Nøgle (lat. Clavicula Salomonis) er en magisk grimoire, der tilskrives kong Salomon. Værket er i to dele.
- Første del handler om besværgelser af dæmoner ved hjælp af en magisk cirkel. Der er vejledninger i fremstilling af talismaner til de syv planeter.
- Anden del er en række magiske ritualer, f.eks. til fremstilling af jomfru-pergament, lys, røgelse, rituelle våben og andre genstande, som magikeren har brug for.

Kong Salomons Nøgle er oversat til engelsk af okkultisten Samuel Liddell MacGregor Mathers. Mathers oversættelse var baseret på en række udgaver af værket. Mathers udgave af værket er igen oversat til en række sprog, herunder dansk.
En serie af magiske værker tager afsæt i Kong Salomons Nøgle:
- Goetia - eller Kong Salomons Lavere Nøgle
- Liber Armadel m.fl.
- Pave Honorius' Grimoire
- Grand Grimoire m.fl.

Se også:
- Samuel Lidell MacGregor Mathers "The Key of Solomon the King" (London 1888)
- Arthur Edward Waite "The Book of Black Magic and of Pacts"

| Sprog og litteratur | Spire Denne artikel om litteratur er en spire som bør udbygges. Du er velkommen til at hjælpe Wikipedia ved at udvide den. |